# Belenois zochalia
Belenois zochalia (tên tiếng Anh: Forest White hoặc Forest Caper White) là một loài bướm ngày thuộc họ Bướm xanh. Nó được tìm thấy ở Châu Phi.
Sải cánh dài 40–50 mm. Con trưởng thành bay quanh năm ở các vùng khí hậu ấm.
Ấu trùng ăn các loài Capparis, Maerua cafra và Maerua racemulosa.

## Phụ loài
- Belenois zochalia zochalia (South Africa, Zimbabwe)
- Belenois zochalia agrippinides (Holland, 1896) (Malawi, Tanzania, Kenya, Uganda)
- Belenois zochalia connexiva (Joicey & Talbot, 1927) (highlands of Cameroun)
- Belenois zochalia galla (Ungemach, 1932) (Ethiopia)
- Belenois zochalia camerounica Bernardi, 1966 (Nigeria to Cameroun)

## Hình ảnh

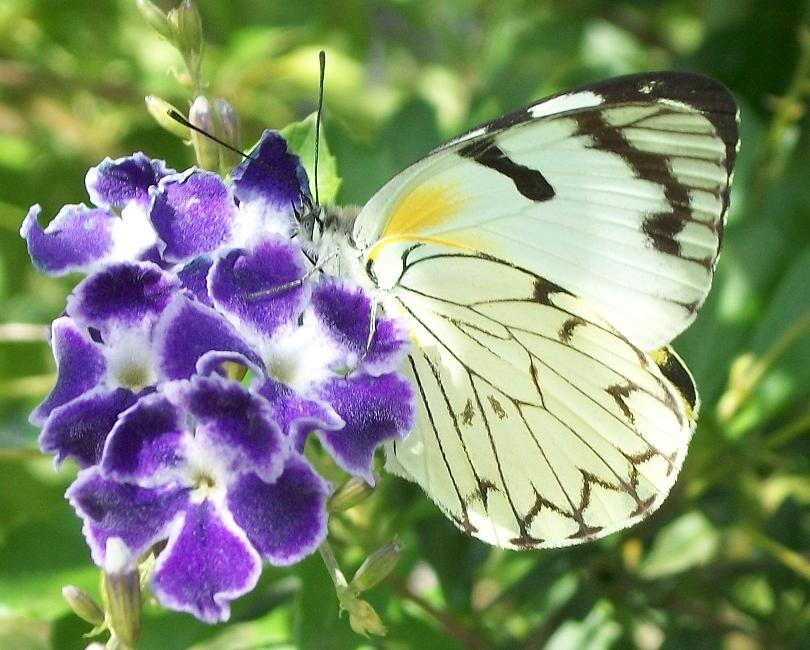